# Рама Варма XVII
Рама Варма XVII (1861 — 23 травня 1941) — правитель Кочійського царства від березня 1932 до травня 1941 року.

## Правління
Успадкував престол після смерті свого попередника, Рами Варма XVI. За часів його правління було розширено порт у Кочі, а також засновано Верховний суд. Виявляв значну цікавість до релігійних питань.